# Cornelis Helmbreker
Cornelis Janszoon Helmbreker o Helmbreecker sr (1590 – Haarlem, 1654) è stato un organista e compositore olandese.

## Biografia

### Hoorn
A partire dal 14 novembre 1612 e fino al 1619, Helmbreecker fu campanaro e organista della città di Hoorn, dove succedette a Pieter Dirckszoon van Purmereynde. Sono sufficientemente ben note le condizioni della sua nomina che fu negoziata dall'organista Philips Janszoon van Velsen di Haarlem, che rappresentava anche gli interessi del giovane Helmbreecker che, secondo le fonti, era suo nipote (sijne huysvrouwe susters soon). I documenti riguardanti la nomina definiscono chiaramente che, in caso di morte dello zio prima della fine di un periodo di due anni, Helmbreecker sarebbe stato libero di scegliere di continuare o metter fine al suo impiego a Hoorn. Prima che i due anni di servizio fossero terminati, Philips van Velsen avanzò alle autorità municipali di Leida una richiesta per ottenere per il nipote il posto di organista della chiesa di Hoogland, resosi vacante in seguito alla morte del figlio di Philips, Jan. La richiesta indicava chiaramente che Cornelis Helmbreecker era stato un allievo del celebre organista e compositore Jan Pieterszoon Sweelinck (Mr. Cornelis Jansz. Helmbreecker die een discipel geweest es van Mr. Jan Pietersz., organist tot Amsterdam). A titolo d'esempio, elencheremo i compiti di Helmbreecker desunti dalle istruzioni che dovette firmare durante la sua nomina ad organista della città di Hoorn. Helmbreecker accettò nel 1612 di suonare durante i seguenti avvenimenti: 1) i pranzi nel municipio organizzati dal borgomastro, dal collegio e dalla corte, come pure l'arrivo solenne di un principe o di un signore (in occasione dei quali avrebbe suonato il clavicembalo), 2) prima e dopo i sermoni. 3) da metà ottobre fino all'inizio di marzo, ogni sera per un'ora. È noto che assistette il campanaro Lucas Lemmink, che si lamentava presso il borgomastro, il collegio e le autorità ecclesiastiche (bij de burgemeesteren, vroedschap en kerkmeesteren) del suono orribile (afgrijselik gheluidt) prodotto dalle campane della Grande Chiesa di Hoorn e della loro intonazione.

### Haarlem
Nel 1619, Helmbreecker arrivò ad Haarlem per assistere lo zio, Philips van Velsen, in quanto organista ausiliario e campanaro della chiesa di Saint Bavo (o Grande Chiesa).
Succedette allo zio dopo la morte di quest'ultimo nel 1625. Helmbreecker conservò il posto di organista esclusivo fino alla sua morte nel 1654. La sua perizia concernente la costruzione d'organi e la loro restaurazione fu richiesta, tra gli altri, da 's-Gravenhage (L'Aia), Delft, 's-Hertogenbosch, Alkmaar presso Leida.
La stima nei suoi riguardi dei contemporanei si riflette anche nell'atto del borgomastro di pagare la decorazione pittorica del suo clavicembalo custodito in casa sua. Quando era richiesta la sua esperienza nella costruzione d'organi o nella loro restaurazione, Helmbreecker ricorreva e faceva affidamento sull'opinione dell'architetto della città, poeta e pittore Salomon de Bray.

## Opere
Si sono conservate poche composizioni di sua mano.
Un'opera di circostanza su parole di David van Horenbeeck, scrittore, maestro di canto e cantante presso la chiesa di Saint Bavo, fu pubblicata nel 1628 da Adrianus Roman ad Haarlem. Si tratta dell'Oratio de scholastici numeris difficultate habita (canzone composta in occasione della designazione di Wilhelm van Nieuwenhuysen a rettore del ginnasio della città). La canzone, le cui parole scritte da David van Horenbeeck in onore del valoroso, pio, erudito e assai colto (eerwaerdige, vroome, letter-rycke ende hoog-geleerde) Wilhelmus van Nieuwenhuysen, rettore anziano di Enkhuizen, giunto ad Haarlem con la medesima qualifica (gewesen Rector van Enchhuysen, komende tot Haarlem in de selve qualiteyt), per accompagnare la melodia di O nuit, jalouse nuit, fu arrangiata da Helmbreecker in stile polifonico a quattro voci.
L'importanza di questa canzone risiede nel fatto che, in rapporto al periodo in cui fu composta, fu stampata. In questo brano, il compositore si servì ancora di uno stile osservato, cioè proprio del XVI secolo. Prese la canzone O nuit, jalouse nuit! e l'arricchì con imitazioni più o meno regolari ed ingegnose. Il tenore attacca, il primo soprano lo segue d'appresso, poi può comparire il secondo soprano e infine il contralto. Tutte le cadenze si susseguono senza l'intervento del quarto ne del settimo grado. Il contrappunto della canzone non è privo né di espressione né di grazia. 
In questo periodo si ebbe una trasformazione importante nell'arte musicale che cambiò le basi dell'edificio armonico, ma che appunto non si ritrova in questa canzone. Cioè manca la dissonanza naturale di settima, introdotta nello stile madrigalesco da maestri italiani.
Un'altra composizione dello stesso maestro, Geluckwenchinge, che si aggiunge alla fonte precedente, è un augurio di felicità per il nuovo anno, datata 1629, in due parti e in onore del medesimo rettore della Scuola Latina: Lang Nieuwenhuysen, lang moet hij vreedsaem leven (Che Nieuwenhuysen possa vivere a lungo, a lungo in pace), e la preghiera conclusiva Geeft, Heer (Dona, Signore). Questa composizione di circostanza fu pubblicata nel 1629 dalla stessa casa editrice.
Essa risulta superiore alla prima per la disposizione più felice delle parti vocali.
La raccolta 't Uitnemend Kabinet II, pubblicata nel 1649, contiene ugualmente un pezzo strumentale di Helmbreecker, un preludio (Voorspel) composto per ensemble strumentale.
Una composizione su testo olandese, che si intitola Adieu schoonheden preutz, fu attribuita alternativamente a Cornelis Helmbrecker sr. o jr. 
Alcune canzoni a quattro voci (4 Stemmige gezangen) sono state composte su poesie di Samuel Ampzing.

## Giudizio
Nelle sue Geluckwenchinge (complimenti), Helmbreecker si mostra, secondo il musicologo Jan Valkenstijn, in quanto compositore, un fedele discepolo del suo maestro Sweelinck ed un musicista competente. Ma la fine delle antiche tecniche di composizione, lo stile antico, si approssima e fa spazio alle figure di stile della seconda pratica nel crescente riavvicinamento tra testo e musica. Madrigali ricchi di sentimento esprimono giudiziosamente il testo, per esempio lang (lungo) con note lunghe, gebroken (rotto) con un accordo di tre note spezzate, mentre la vivacità della giovinezza è espressa da un ritmo più giocoso, che poi crolla e dalla susseguente crescita versa la casa celeste con melodie discendenti e crescenti, sempre secondo Jan Valkenstijn.